# Seychelliske rupee
Seychellisk rupee er den officielle valuta i Seychellerne. Den opdeles i 100 cents.
Den internationale ISO 4217 kode for seychellisk rupee er SCR.